# Wii Classic Controller

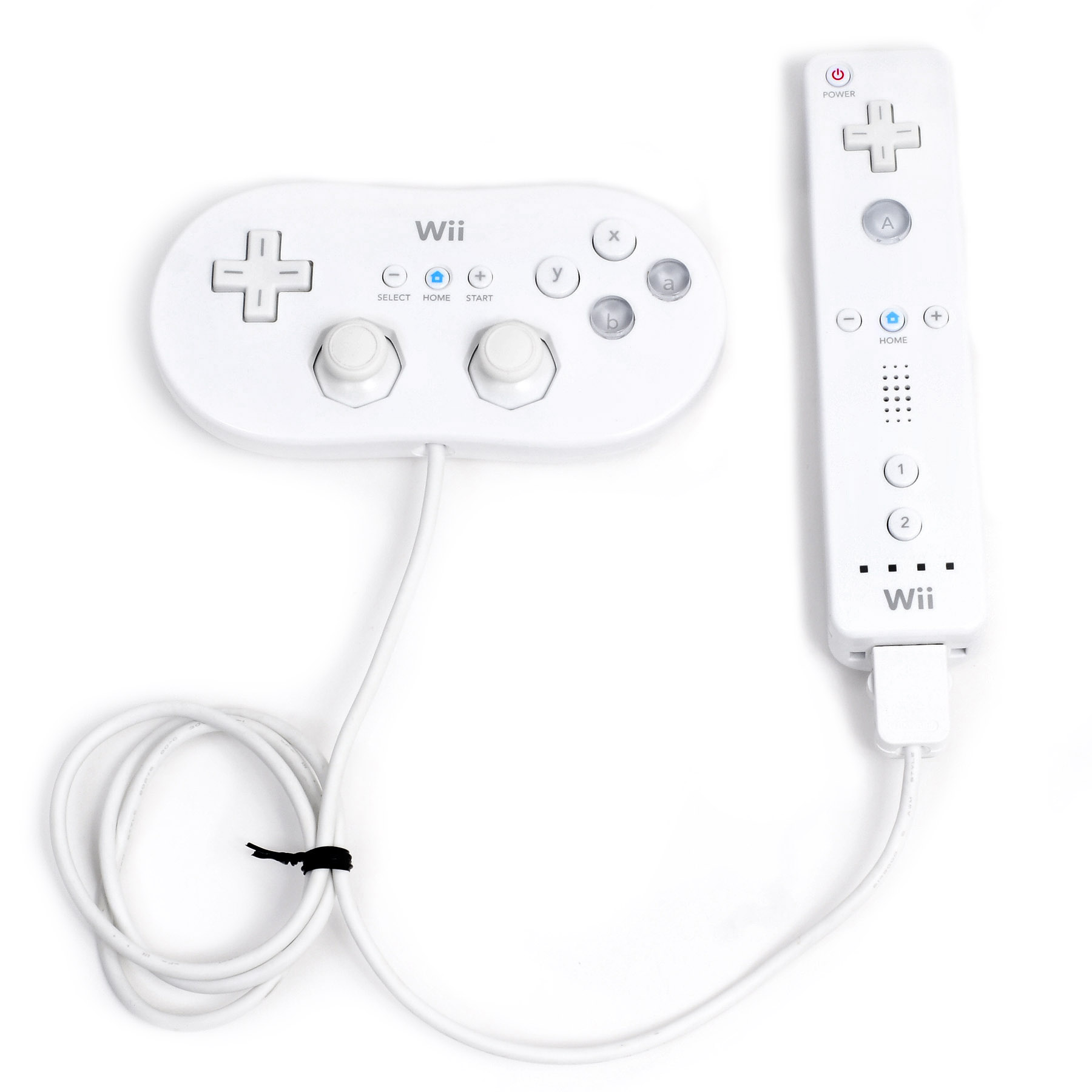
Wii Classic Controller conectado a Wii Remote

El Wii Classic Controller, también conocido como mando clásico de Wii, es un mando de control de Wii parecido al de Super Nintendo Entertainment System (con la única diferencia es que ahora cuenta con dos botones análogos).

## Control Clásico
Está conectado al Wii Remote con el fin de ser utilizado. Cuenta con dos joysticks analógicos, un D-Pad, los botones "a", "b", "x" e "y", botones analógicos llamados "L" y "R", y dos botones digitales "Z" (llamados "ZL" y "ZR"). También cuenta con un conjunto de botones extra con los símbolos "−", "🏠︎" y "+" como los botones Wii Remote, con el "−" y "+" cumpliendo las funciones de los botones "Select" y "Start", respectivamente. El cuerpo del Wii Classic Controller mide 6.57 centímetros (2.59 pulgadas) de altura y 13,57 centímetros (5,34 pulgadas) de ancho.
El cuerpo del mando contiene ranuras en la parte inferior, abierto a través de un botón en la parte superior del controlador, la función de las ranuras nunca se aclaró oficialmente. Mientras que el único color disponible para el Wii Classic Controller en la mayoría de los mercados era blanco, se lanzó una edición limitada en azul y una versión en gris junto con Monster Hunter G en Japón en 2009, Sonic Colors fue puesto en venta con una versión azul en Australia.

## Classic Controller Pro

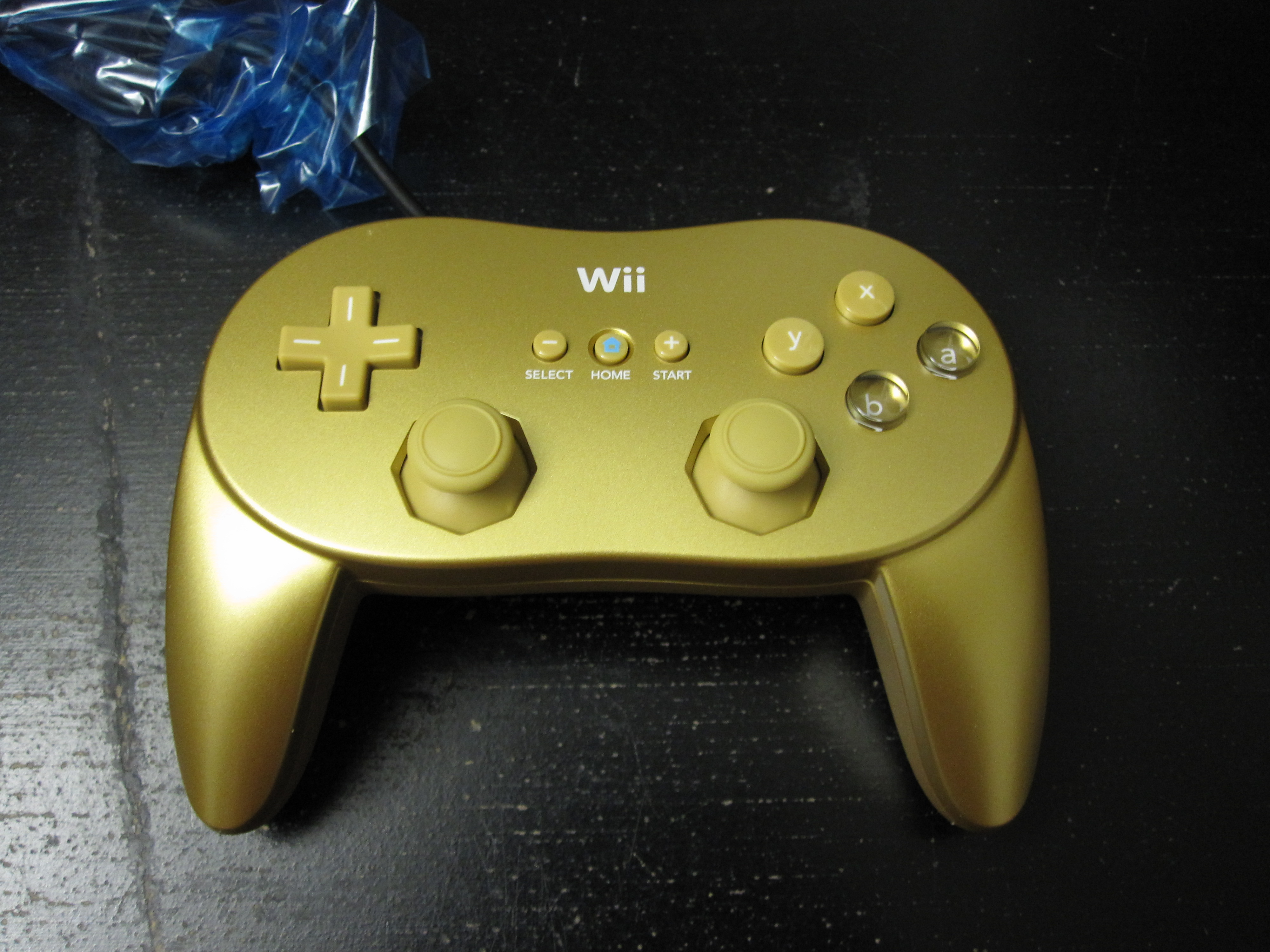
Las copias de Goldeneye 007 Classic Edition se venden junto con una edición limitada del Classic Controller Pro de color dorado.

A principios de 2009, Nintendo anunció el Classic Controller Pro, que funciona igual que el Classic Controller original, con la excepción de los botones traseros, que ahora son botones en forma de gatillo dispuestos verticalmente en lugar de horizontalmente. Los cambios físicos incluyen los botones  ZL y ZR, que son botones completos traseros, la adición de agarres por debajo del regulador para una estabilidad adicional. La versión Pro fue lanzada por primera vez en Japón en agosto de 2009 en los colores blanco y negro. Fue puesto en venta posteriormente a Europa y América del Norte en noviembre de 2009 y abril de 2010, respectivamente (aunque sólo en negro en Europa). La versión en negro está disponible junto con Monster Hunter Tri, Pro Evolution Soccer 2010, y SD Gundam Gashapon Wars. Además de los colores estándar, estaba disponible una versión en negro con las ilustraciones de color dorado en la cara con el paquete de Samurai Warriors 3 en Japón, y una versión completamente de color dorado se encuentra disponible en el paquete de GoldenEye 007 Classic Edition.

## SNES Classic Controller

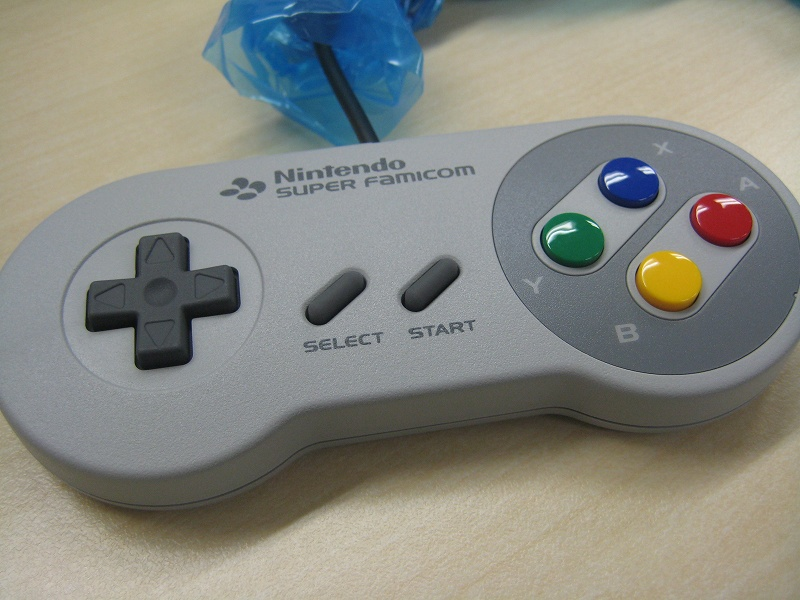
Super Famicom Classic Controller

Como su nombre lo indica, es un control de SNES o Super Nintendo Entertainment System adaptado a la consola Wii para jugar a títulos clásicos de SNES en la Consola Virtual de Wii.

## Usos
Junto con el mando de Nintendo GameCube, el Classic Controller es uno de los mandos necesarios para poder jugar a algunos juegos de la Consola Virtual (como SNES o juegos de Nintendo 64, que requieren más botones que el Wii Remote (el mando de Nintendo GameCube es requerido para jugar como jugador 5 en algunos juegos de TurboGrafx-16para la Consola Virtual de Wii). Sin embargo, el Classic Controller no se puede utilizar para jugar a juegos de Nintendo GameCube. El Classic Controller se puede utilizar también con juegos de Wii y WiiWare. El mando de Nintendo GameCube se puede utilizar en lugar del Classic Controller para jugar a la mayoría de juegos de la Consola Virtual. En el menú de Wii, el stick analógico izquierdo toma el control del cursor cuando el Wii Remote no está orientado hacia la pantalla. El Wii Classic Controller puede navegar a través del Foro, los menús de configuración, y por el Canal Tienda Wii (el mando de Nintendo GameCube, sin embargo, no puede). Se hace inactivo en el resto de canales, excepto en los juegos de la Consola Virtual.

## Historia
Cuando el Wii Remote (entonces conocido como "Revolution Controller") fue revelado por primera vez en septiembre de 2005, Nintendo anunció el mando, que se asemejaba a un mando de juegos tradicionales, a menudo referido como un "classic-style expansion controller (controlador de expansión de estilo clásico)." Como fue descrito en su momento, el mando de Wii podría caber en la entrada, permitiendo a los jugadores jugar con un mando de estilo tradicional, al tiempo que permite el uso del mando a distancia con la capacidad de detección de movimiento. Según Satoru Iwata, estaría destinado para jugar a "juegos existentes, juegos de la Consola Virtual, y juegos multi-plataforma."
En una de las primeras demostraciones de las capacidades de la Wii, entonces conocida como "The Revolution", el sistema se muestra con dos jugadores que compiten en lo que parece ser Wii Sports con un jugador con un Classic Controller y otro con dos Wii Remotes a la vez.
Durante el E3 2006 Nintendo presentó el Classic Controller (número de modelo RVL-006, anteriormente RVL-005), que se conecta al Wii Remote a través de un cable de manera similar al Nunchuk.  Contiene dos sticks analógicos y dos botones laterales adicionales: los botones ZL y ZR, que se utiliza para replicar el botón Z que se encuentra en el mando de Nintendo GameCube. En contraste con la descripción anterior, el Classic Controller no tiene la capacidad de alojar un mando de Wii. La configuración general es similar a la de otros gamepads de videoconsolas de séptima generación. 
En noviembre de 2007, Nintendo fabricó un "Super Famicom Classic Controller" especial como una de las elecciones para el regalo de los miembros de platino del Club Nintendo durante el año 2007.
Con el lanzamiento del NES Classic Edition en 2016 y del SNES Classic Edition en 2017, los controles incluidos tienen la misma entrada que el Wii Classic Controller y son completamente compatibles con los juegos de la consola virtual de Wii de sus respectivas consolas.

## Datos técnicos
| Tamaño  | Wii Classic Controller Aproximadamente 1.18 pulgadas de alto, 6.57 pulgadas de largo y 2.44 pulgadas de profundidadWii Classic Controller Pro Aproximadamente 1.46 pulgadas de alto, 6.26 pulgadas de largo y 2.44 pulgadas de profundidad | Wii Classic Controller Aproximadamente 1.18 pulgadas de alto, 6.57 pulgadas de largo y 2.44 pulgadas de profundidadWii Classic Controller Pro Aproximadamente 1.46 pulgadas de alto, 6.26 pulgadas de largo y 2.44 pulgadas de profundidad |  |
| Peso    | Wii Classic Controller 135 gramosWii Classic Controller Pro 145 gramos | Wii Classic Controller 135 gramosWii Classic Controller Pro 145 gramos |  |
| Botones | - Stick derecho - Stick izquierdo - Botones a b x y L R ZL ZR + START − SELECT 🏠︎ HOME - + Panel de control | - Stick derecho - Stick izquierdo - Botones a b x y L R ZL ZR + START − SELECT 🏠︎ HOME - + Panel de control |  |
| I/O     | Cable para conectarse al Wii Remote | Cable para conectarse al Wii Remote |  |

## Cuestiones jurídicas
Anascape Ltd presentó una demanda contra Nintendo alegando que el Classic Controller y otros dispositivos de Nintendo violaron los "seis grados de libertad" patente de interfaz de dispositivo que puso Anascape. En julio de 2008, el tribunal falló a favor de Anascape, a Nintendo se le ordenó dejar de vender el Classic Controller en los Estados Unidos hasta nuevo aviso. Nintendo ha ejercido el derecho a seguir vendiendo el Classic Controller pendiente de un veredicto en la United States Court of Appeals for the Federal Circuit. El 13 de abril de 2010, Nintendo ganó la apelación y la decisión del tribunal anterior se invirtió.